# Зобель, Лео
Лео Зобель (словацк. Leo Zobel, 28 января 1895, Нитра — 25 апреля 1962, там же) — чехословацкий шахматист, мастер. Чемпион Чехословакии (1931).

## Биография
На первом чемпионате Словакии по эгидой Центрального объединения чешских шахматистов в Тренчьянске-Теплице в 1924 году Лео разделил 5-6-е места (выиграл Макс Вальтер).
На чемпионате Чехословакии 1929 года в Брно Зобель разделил 9-10-е места (победил Карел Опоценский), а следующий чемпионат страны, прошедший в Праге в 1931 году он выиграл, однако лучшие игроки Чехословакии в нём не участвовали, так находились в составе сборной на Шахматной олимпиаде.
После Второй мировой войны он выступал на чемпионате Словакии 1955 года в Старом Смоковце и в полуфинале чемпионата Чехословакии 1956 года в Братиславе, но без особого успеха.

## Спортивные результаты
| Год  | Город              | Соревнование                      | + | − | = | Результат | Место |
| ---- | ------------------ | --------------------------------- | - | - | - | --------- | ----- |
| 1924 | Тренчанске-Теплице | Чемпионат Словакии                |   |   |   |           | 5—6   |
| 1928 | Тренчанске-Теплице | Международный турнир              |   |   |   |           | 12    |
| 1929 | Брно               | Чемпионат Чехословакии            |   |   |   |           | 9—10  |
| 1930 | Штубнянске-Теплице | Международный турнир              |   |   |   |           | 10—11 |
| 1931 | Прага              | Чемпионат Чехословакии            |   |   |   |           | 1     |
| 1955 | Старый Смоковец    | Чемпионат Словакии                |   |   |   |           |       |
| 1956 | Братислава         | Полуфинал чемпионата Чехословакии |   |   |   |           |       |